# 明道博
明道 博（みょうどう ひろし、1918年6月28日 - 1988年）は、日本の園芸学者。専門は環境保全学花卉・造園学。北海道大学では農学部長，農学部附属農場長，本学評議員を歴任。

## 経歴
昭和38年に園芸学会賞学術賞受賞。1986年第9回日本公園緑地協会北村賞受賞。
著書に『朝日園芸百科』（編集、朝日新聞社、1984年）『花卉・造園学とともに歩んで』(北大農学部,明道博先生退官記念事業会、1982年）『百合(ユリ)入門』（共著、池田書店、1976年）『北国の鉢植え』（監修、北海道協同組合通信社、1976年）『楽しい北国の庭と花づくり』（北海道農業改良普及協会、1972年）『草花』(朝倉書店、1958年）など。

## 論文
- 前川徳次郎, 明道博「菜種油粕より抽出せる植物ホルモンに就て」『園芸學會雜誌』第17巻第1-2号、園芸学会、1948年、9-21頁、doi:10.2503/jjshs.17.9、ISSN 0013-7626、NAID 130001142841。
- 明道博「北海道に於ける輸出球根類の栽培に關する研究」『園芸學會雜誌』第19巻第3-4号、園芸学会、1950年、205-208頁、doi:10.2503/jjshs.19.205、ISSN 0013-7626、NAID 130001142947。
- 明道博, 久保貞「鉄砲百合の鱗片繁殖に就いて-主として催芽部の解剖的観察-」『北海道大学農学部邦文紀要』第1巻第2号、北海道大學農學部、1952年7月、175-180頁、ISSN 03675726、NAID 120000956173。
- 明道博「アメリカ合衆国の花卉園芸(昭和34年度月例講演会講演要旨集)」『日本育種學會北海道談話會々報』第2巻、日本育種学会・日本作物学会北海道談話会、1961年、40頁、doi:10.20751/breedingcroph.2.0_40_1、NAID 110008899442。
- 西内義男, 明道博「チューリップの栄養繁殖に関する研究 (第1報):培養リン片における器官形成について」『園芸學會雜誌』第45巻第1号、園藝學會、1976年、59-64頁、doi:10.2503/jjshs.45.59、ISSN 0013-7626、NAID 130001160878。
- 浅野義人, 明道博「ユリの遠縁種間交雑に関する研究:(第2報)交雑幼胚の培養」『園芸學會雜誌』第46巻第2号、園藝學會、1977年、267-273頁、doi:10.2503/jjshs.46.267、ISSN 0013-7626、NAID 130001160779。